# Węgry na Letnich Igrzyskach Olimpijskich 1948
Węgry na Letnich Igrzyskach Olimpijskich 1948 reprezentowało 129 sportowców – 108 mężczyzn i 21 kobiet w 15 dyscyplinach.

## Zdobyte medale
| Medal  | Zawodnik | Dyscyplina sportowa | Konkurencja                      |
| ------ | --- | ------------------- | -------------------------------- |
| Złoto  | Imre Németh | Lekkoatletyka       | Rzut młotem                      |
| Złoto  | Olga Gyarmati | Lekkoatletyka       | Skok w dal                       |
| Złoto  | Tibor Csík | Boks                | Waga kogucia                     |
| Złoto  | László Papp | Boks                | Waga średnia                     |
| Złoto  | Aladár Gerevich | Szermierka          | Szabla indywidualnie             |
| Złoto  | Ferenc Pataki | Gimnastyka          | Ćwiczenia wolne                  |
| Złoto  | Károly Takács | Strzelectwo         | Pistolet szybkostrzelny 25 m     |
| Złoto  | Ilona Elek | Szermierka          | Floret indywidualnie             |
| Złoto  | Tibor Berczelly Rudolf Kárpáti Aladár Gerevich Pál Kovács László Rajcsányi Bertalan Papp                                                         | Szermierka          | Szabla drużynowo                 |
| Złoto  | Gyula Bóbis | Zapasy              | Waga ciężka stylu wolnym         |
| Srebro | János Mogyorósi-Klencs | Gimnastyka          | Ćwiczenia wolne                  |
| Srebro | Edit Perényiné Weckinger Mária Kövi-Zalai Irén Karcsics Erzsébet Gulyás-Köteles Erzsébet Balázs Olga Tass Anna Fehér Margit Nagy-Sándor          | Gimnastyka          | Wielobój drużynowo kobiet        |
| Srebro | Elemér Szatmári György Mitró Imre Nyéki Géza Kádas                                                                                               | Pływanie            | 4 x 100 m stylem dowolnym        |
| Srebro | Endre Győrfi Miklós Holop Dezső Gyarmati Károly Szittya Oszkár Csuvik István Szívós Dezső Lemhényi László Jeney Dezső Fábián Jenő Brandi Pál Pók | Piłka wodna         | Turniej mężczyzn                 |
| Srebro | Miklós Szilvásy | Zapasy              | Waga półśrednia stylu klasycznym |
| Brąz   | József Várszegi | Lekkoatletyka       | Rzut oszczepem                   |
| Brąz   | Lajos Maszlay | Szermierka          | Floret indywidualnie             |
| Brąz   | Pál Kovács | Szermierka          | Szabla indywidualnie             |
| Brąz   | Ferenc Pataki | Gimnastyka          | Skok                             |
| Brąz   | János Mogyorósi-Klencs | Gimnastyka          | Skok                             |
| Brąz   | Ferenc Pataki János Mogyorósi-Klencs Lajos Tóth Lajos Sántha László Baranyai Ferenc Várkői József Fekete Győző Mogyorossy                        | Gimnastyka          | Wielobój drużynowo mężczyzn      |
| Brąz   | Antal Szendey Béla Zsitnik Sr. Róbert Zimonyi | Wioślarstwo         | Dwójka ze sternikiem             |
| Brąz   | Géza Kádas | Pływanie            | 100 m stylem dowolnym            |
| Brąz   | György Mitró | Pływanie            | 1500 m stylem dowolnym           |
| Brąz   | Éva Novák | Pływanie            | 200 m stylem klasycznym          |
| Brąz   | Ferenc Tóth | Zapasy              | Waga piórkowa stylu klasycznym   |
| Brąz   | Károly Ferencz | Zapasy              | Waga lekka stylu klasycznym      |